# Jorge Perry
Jorge Perry Nova Villate, né en 1908 à Samacá et mort le 29 décembre 1946 à Bogota, est un athlète colombien spécialiste de l'épreuve du marathon.
Jorge Perry est le seul athlète aligné lorsque la Colombie participe pour la première fois aux Jeux olympiques lors de ceux de Los Angeles, en 1932.

## Biographie
Jorge est né entre 1909 et 1910, selon les sources qui font référence à la question. Malgré cela, on sait qu'il est né à Samacá, Boyacá, Colombie, dans la maison d'une famille aisée de la région. Il était le fils du britannique Alfredo Perry de et de l'espagnole Lola Villate.
Il a étudié à l'école primaire à Samacá et au lycée au Colegio Boyacá, à Tunja. Il quitte sa ville natale à l'âge de 18 ans pour s'installer à Bogotá.
Dans la capitale, il rejoint les chemins de fer, où il travaille de 9h à 17h, à 5 heures de l'après-midi, mais avant d'aller au travail, très tôt, il enfile son short et sa chemise, et arpente les rues de Bogotá lors de son incontournable et quotidien parcours sportif.

## Participation aux Jeux Olympiques
En 1928, plusieurs athlètes colombiens tentent sans succès de concourir aux Jeux Olympiques d'Amsterdam en 1928, sans que la Colombie ait jamais participé à un jeu de cette catégorie et sans avoir son propre Comité Olympique. Le jeune Perry, alors âgé de 18 ans, est proposé pour participer aux jeux suivants, qui devaient se dérouler aux États-Unis, Los Angeles, en 1932.
Ils ont fait campagne, profitant de leur position économique privilégiée, pour que le gouvernement colombien crée son propre comité, mais ni le président Miguel Abadía Méndez ni son successeur, Enrique Olaya Herrera, n'ont soutenu l'initiative. Ce refus engendra chez Perry la fermeté de concourir seul en 1932.
En janvier 1932, Perry demanda personnellement le soutien du Comité International Olympique (CIO), envoyant des lettres à l'organisation, dans lesquelles il demandait à être admis à la foire, recevant une réponse en février de l'organisation, où ils acceptaient non seulement sa candidature, mais ils ont également promis de payer son séjour et de lui fournir la préparation physique pour pouvoir concourir.
Perry s'est rendu à Los Angeles quatre mois avant le début du tournoi, début mars 1932. Bien que parrainé par le CIO, le voyage de Perry a été entravé par le refus de sa famille de lui permettre de voyager et par la gestion maladroite du gouvernement colombien dans les formalités de visa de Perry, car ils trouvaient étrange que l'athlète ait voyagé sans l'approbation d'un comité national.
Le 30 juillet, Perry a défilé dans le Los Angeles Memorial Coliseum, le stade où le match s'est ouvert, étant le premier Colombien à concourir et le porte-drapeau du pays, bien qu'il n'ait pas officiellement voyagé. Le magazine Semana a décrit Perry des années plus tard comme "(un jeune homme) à la peau bronzée par le soleil tropical et aux cheveux roux".
Perry a participé à l'épreuve du marathon (42,195 km) mais a mal performé car il n'a pu se tenir debout que pendant les 10 premiers km car il s'est évanoui et a été contraint d'abandonner la course. Cependant, il a reçu la médaille du mérite du CIO et a également reçu le surnom de "Commodore Perry" pour son audace solitaire.

## Mort
Le 21 décembre 1946, alors qu'il se rendait à motocycle à Samacá pour fêter Noël avec sa famille, Perry s'est soudainement évanoui. Les paysans l'ont ramassé et l'ont emmené à la ferme de sa famille. Son état s'est aggravé et il a été transporté d'urgence à l'hôpital San José de Bogotá. Il y mourut le 29 décembre 1946, le soir du Nouvel An, souffrant d'une pneumonie.